# DCD (漫画)
『DCD』（ディー・シー・ディー、Diamond Cut Diamond）は、田口ケンジによる日本の漫画作品である。

## 概要
読切作品『つりらば』で第1回クラブサンデー新人王に輝いた、田口ケンジの初連載作品。タイトルの「DCD」は“Diamond Cut Diamond”の略。
累計発行部数は約20万部。2008年の『週刊少年サンデー超』に読切として掲載された、『DCD 〜DIAMOND CUT DIAMOND〜』が元になっている。
もともと田口は、姉萌え要素の強いラブコメ作品『つりらば』を「クラブサンデー新人王決定戦」に出展するも、優勝は無理と諦めて本作品を別の連載用ネームとして書き進めていた。だが、『つりらば』が思いがけずに優勝してしまい、連載権を獲得。すぐに連載可能な状態であった『DCD』か、優勝したコメディ色の強い『つりらば』のどちらを連載するか悩んだ末、『DCD』に姉萌え要素を入れて「SFサスペンスの皮をかぶった姉萌え漫画」として再構築し、現在の形での連載になったという。
劇中の時代は2010年に設定されている（7年前の番組である「エスパー少年」の放映年が2003年と明記されているため）。
なお、作者の次作「姉ログ 靄子姉さんの止まらないモノローグ」ではアニメ化され、ゲームも出ている設定となっている。

## あらすじ
第1部 アンチ編(第1話～第24話)
「エスパー9」と呼ばれる9人の少年少女がその超能力を披露する人気番組「エスパー少年」。だが、生放送中の死亡事故によって番組は打ち切りとなる。
その7年後、元エスパー9の一人が殺される事件が発生。「アンチ」を名乗る殺人犯は、その後もエスパー9のメンバーを標的として次々と凶行を引き起こしてゆく。
主人公・黒須繋介は、かつての共演者の中にいるであろうアンチを、執行夕闇とともに追う。
第2部 ブランク編(第25話～)
『お前もまた“アンチ”と化すだろう』―アンチの遺した言葉に苦悩する黒須の前に現れた、謎の少女・せつな。
能力者統括組織「ガーデン」の責任者である彼女の口から、かつて「エスパー少年」のオーディションに“能力や性格が危険過ぎるが故に”不採用となった者達が存在する事実が語られる。
自らの力を誇示するため暗躍を続ける、彼等「空白（ブランク）」と呼ばれる6人の能力者達。やがてその魔手は、元エスパー9である黒須や夕闇達にも向けられてゆく。

## 登場人物

### エスパー9
7年前の人気番組「エスパー少年」に出演していた9人の少年少女。
番組内ではそれぞれがスプーン曲げ、透視などの芸当を披露していたが、それらはあくまで本人達の持つ能力の特性の一端を用いたもの（あるいは番組向けに演出が施されたもの）に過ぎず、本当の能力がいかなるものかについては互いに知らない状態だった。
番組打ち切り後は散り散りとなり、それぞれが違う道を歩んでいたが、元メンバー達を狙う凶悪犯「アンチ」の出現が再び彼等を巡り合わせることとなる。
黒須 繋介（くろす けいすけ）
本作の主人公。元エスパー9の1人。16歳の高校2年生。身長174cm、体重65kg、血液型O。
かつての共演者・音羽の殺害された現場を視察した直後、自宅で自身もアンチに襲われるが、乱入した夕闇に助けられる。以降、アンチの凶行を止めるため彼女と共同戦線を張り、行動を共にするようになる。
当初はアパートに住んでいたが、アンチの襲撃を受けて以降は夕闇の家に居候している（なおその後、アパートは夕闇によっていつの間にか解約されていた）。料理が得意でせつなからは「いい主夫になる」と絶賛されている。
夕闇とは「エスパー少年」の共演中、彼女の貴重品盗難の嫌疑を晴らしたことをきっかけに仲良くなった。夕闇からは「クロ」の愛称で呼ばれており、彼女から過剰なまでの愛情表現を受けては、自重するよう注意（ツッコミ）している。
夕闇には敵から守ってもらう展開になることが多く、本人も気にしているが、その後彼女の苛酷な過去を知り、父親のように守ろうと決意する。
襲い来るアンチを始め、様々な危機を前にしても怯まず真っ向から立ち向かう、非常に勇気のある人物。また智略にも長け、戦いの中で咄嗟に策を練り、敵はおろか味方をも欺く計算高さも持ち合わせる。
作中一の常識人で、夕闇をはじめとする他の登場人物のツッコミ役に回ることが多々ある。また、女性関係については奥手な模様だが、無意識に女性を褒める言動をするため、夕闇からは「天然ジゴロ」、淀君からは「天性のたらし」といわれることもある。
やがて陽から「アンチ＝黒須」であると疑われ、かつて「エスパー少年」の収録が行われていたGINGAスタジオに呼び出されるが、その状況を逆に利用し、本物のアンチとの対峙に成功する。仕掛けられたトラップにより負傷しながらもなんとかこれを下すが、彼の最期に遺した言葉を聞いて以降、やがて能力者として能力を振るい続けることに疑問を抱き、苦悩し始めるようになる。その後せつなと出会い（再会し）ガーデン・空白（ブランク）について聞かされ、一色と共に兜と戦い勝利する（このとき苦悩を振り切り、空白（ブランク）と戦うことを決意する）。
第43話の回想で育て親が本当の親ではないことに気づき、本当の親を知りたいと願ったことが「エスパー少年」出演のきっかけだったことが明かされ、みことの話から、自身の出自を知る（せつな、みこと、まつりも彼を「繋介」と呼んでいたことから出生時の名は「繋介」であることがうかがえるが、養子に出される前の姓は不明）。　
五感リンク
半径500メートル以内で認識した相手の五感を共有する能力（番組放送時は「透視能力少年」として出演していた）。これを用いて、離れた相手の視覚・聴覚・触覚などから情報を仕入れる（盗み聞き・盗み見る）ことができる他、相手の次の攻撃行動を読み取り、それを回避することも可能（その気になれば、銃弾を回避することも可能）。過剰使用すると一時的に視力が失われる。夕闇からは「他者と他者をつなぎ合わせ絆を紡ぎだす素養がある」と称されている。
五感ハック
相手の能力を強制停止させる（または能力による攻撃を外させる）能力。ただしこれを発動するには、五感リンクで相手の能力発動の仕組み・特性を分析する（＝五感リンクを長時間使用する）必要があるため、必然的に上記の過剰使用の反動を受ける。
灰崎の五感リンク、五感ハックについては灰崎 守／ハイザキ／アンチを参照。
五感ジャック
相手の能力・全五感を奪う（強制停止させる）能力。黒須の「誰かが死んで幕引きなんて展開はもう見たくない」という想いから五感リンク・五感ハックが極限まで覚醒、発動するもすぐに停止、さらに黒須は心停止に陥った。
執行 夕闇（しぎょう ゆうやみ）
本作のヒロイン。元エスパー9の1人。17歳の高校3年生。身長168cm、体重47kg、血液型AB。
黒須から「ヤミ姉」と呼ばれている。7年前の「エスパー少年」での共演で仲良くなって以降、黒須のことを本当の弟のように思っており、また溺愛している。
普段は凛とした雰囲気をまとった聡明な美人だが、黒須に対してだけは何かにつけてすぐに過度なスキンシップを取ろうとする。人目も憚らず抱きつく（というより“押し倒す”）、アブない発言が飛び出す、鍵が閉まっているはずの彼の部屋にしばしば勝手に入り込むなど、その重度のブラコンぶりは枚挙に暇がない（淀君、立神からは毎回ツッコミをされている）。また同時に、彼に危害を加えようとする者には容赦しない。
とてつもないナイスバディの持ち主で、淀君から「（胸に）メロンでも入ってるの」と嫌味を言われたことがある（直接口にしていないが、立神も同じことを考えていた）。
唯一の肉親として母親がいるが、3年前から心臓病を患って入院しており、母親の身体にペースメーカーが埋め込まれていることもあって、電気を扱う自分の能力と極めて相性が悪いことから病院へは一度もお見舞いに行っていない。
普段は黒須の前で明るく振る舞っているが、暗い過去を背負っている。幼少時に父から自分の能力を恐れられ「怪物」と呼ばれて以来、心を閉ざしていた。「エスパー少年」への出演を通して黒須と出逢って仲良くなり、10月9日の生放送中に番組プロデューサーだった父・暮井とも和解したが、その直後の機材崩落事故で暮井は亡くなってしまう。番組終了後、父や黒須との別れ、マスコミやネット上でのバッシング、母の入院などの苛酷な環境に揉まれるうち、いつしか「正義の味方ごっこ」と称し、能力を使って街中の不良を倒して憂さ晴らしをするようになっていった。
黒須以外の相手には、基本的に心の隙を見せようとしない。彼女の通う高校でも日頃は剣呑な雰囲気を漂わせており、周囲（教師含め）からは女番長的な触れ難い存在として扱われている。淀君による襲撃事件の際に操られた男子達をぶちのめして以降は更に孤立が深まってしまい、流石に本人も居心地の悪さを感じ（夕闇曰く「校内のドコ歩いてもモーゼの十戒状態」）、第2部からは黒須と同じ高校へ転校した。
当初は父を殺害したと思われるアンチに対して激しい憎悪を抱いており、殺すことを目的として行動していたが、後に父の死が淀君の嫉妬を始めとする様々な要因の重なった不幸な事件だったことを知り、純粋にアンチの凶行を止めるために立ち向かってゆく。張り詰めた性格も、仲間達との共闘を通じて次第に軟化されていった。
キャラクターデザインは『つりらば』に登場した執行満月が元になっている。作者曰く「『DCD』の8割は彼女のための物語……それ以外は刺身のツマみたいなもの」。
ブリッツ
電気を操る能力（番組放送時は「スプーン曲げ少女」として出演していた）。これを用いて、電気熱で金属を曲げる、電子機器を破壊する他、戦闘時には手足に電気を纏うだけでなく、細胞の活性化により身体能力も強化される（なお、夕闇自身も相当の怪力と運動神経の持ち主で街のゴロツキ程度なら能力なしで一蹴可能）。その戦闘能力は作中の能力者達の中でもトップクラスであり、また五感リンクの使い手である黒須とも抜群のコンビネーションを見せるため、アンチからは最大級の警戒をされていた。しかし、完全に制御できるわけではなく、医療機器などには「異常を起こす可能性がある」という理由から近づけない。過剰使用すると高熱を出す。
また、黒須が五感ジャックを発動し心停止に陥った際には、電気ショックを与え彼を蘇生させた。
立神 なびき（たてがみ なびき）
元エスパー9の1人。14歳の中学3年生。身長147cm、体重38kg、血液型A。
可憐な少女だが、人間嫌いのため口は悪い（特に黒須に対して）。番組への出演を決意したのも人間不信を治すためだったが、途中で打ち切りになってしまった影響もあり、結局克服できなかった。だがその後、アンチに襲われていたところを黒須と夕闇に助けられ、それを機に彼等の協力者となる。人間嫌いもそれに伴い徐々に軽減されていった。
キスシーンや「お股」という言葉などに過敏で、非常にウブ。淀君と並び、夕闇の黒須に対する過剰スキンシップへのツッコミ要員でもある。
陽とは昔馴染みで、「エスパー少年」が始まる前からの知り合い。異能力者達が集まるとある施設（後述の「ガーデン」）の出身(小学生の頃数年間だけ通っていた中途組)で、陽ともそこで出会った。
第2部では中学生で中途組だという関係で空白については伏せられていた。空白については寝ていた一色の寝言から聞き出した。
自身の非力さを自覚しながらも事件解決の役に立とうと努力する健気な性格であり、淀君が襲われた際には、彼女の入院している病院の周囲を「獣王」の能力で警護していた。
獣王
声帯から特殊な音波を出すことで動物を自在に操る能力（番組放送時は「動物を操る少女」として出演していた）。子犬を虐待する不良を追い払っていた他、動物達の言葉を聴き、意思疎通を図ることも可能であり、これを応用して人物の捜索・周囲の偵察などもこなすことができる。
淀君 凛子（よどぎみ りんこ）
元エスパー9の1人。17歳の高校3年生。在学しているのは都内の名門女子高校。身長164cm、体重45kg、血液型B。
7年前の「エスパー少年」収録中の死亡事故を引き起こした張本人(の一人)。高飛車な性格をしており、他人（特に年下）に対して自分を「さん」付けで呼ばせることにこだわる（4コママンガでは、黒須に『ちゃん』付けで呼ばれた）。
幼少の頃から周りに愛されていたため、同番組で自分より人気があった夕闇に劣等感を抱いて恨み、エスパー9のハイザキ・石丸・音羽と『一〇九同盟』（「エスパー少年」の生放送予定日だった10月9日に由来）を結成。生放送当日に夕闇を事故で負傷させて番組降板させるつもりだったが、結果的に彼女の父であるプロデューサー・暮井の命を奪ってしまうこととなる。
『一〇九同盟』の一員だった音羽の殺害を夕闇によるものと決めつけ、自分が復讐される前に先手を打って彼女を殺そうとしていた（この時はまだアンチの存在については知らなかった）。ハイザキ・石丸と共に夕闇の通う高校に乗り込み、校内の体育会系の男子をはじめ、黒須をも操って彼女を襲うが、五感リンクで能力を無効化した黒須の怒りに触れ敗北。夕闇にも「私の前に二度と現れるな」と、わざと止めを刺されず、苦汁を舐めさせられる。
その後、石丸の殺害を機にアンチの存在を理解し、夕闇達との共闘を持ちかける。そして、7年前の事故が当初想定していた以上の規模になっていたことから、何者かに自分の計画を利用され、工作を仕掛けられていたのではないかという考えに至る。夕闇とはその後も口論の絶えない間柄だったが、共闘を通じて徐々に和解していった。
円子の死から1週間が経った時、アンチに襲われ重傷を負うも、黒須と夕闇の救援により一命を取り留める。
幼い頃からこの能力に頼って生きてきたためか、本当の意味で心を通わせられる友人がおらず、そんな中夕闇のことは敵視しつつも「私を意識せず、私に意識され、私の上を行った存在」として非常に気になっていた模様。彼女と和解してからは、表面上はライバルとして接しつつも内心では非常にはしゃいでいた（第2巻4コママンガ「乙女な淀君さん」シリーズ、第5巻4コママンガ「興奮してるね淀君さん」）。なお、作者によれば「百合ッ気がある」らしい。
初登場時は髪型をツインテールにしていたが、夕闇から「似合ってない」と言われ、石丸殺害事件以降再び彼女の前に現れた時はお嬢様結びにするなど、相手の言動を割と気にする。運動もそれなりにこなすが、実はカナヅチである。後に高所恐怖症であることも判明した。
テンプテーション
強烈なフェロモンを発することにより、相手の嗅覚を介して異性を魅了し操る能力（番組放送時は「催眠術使い」として出演していた）。これを用いて石丸を配下に従えていた（その際に「滾っちゃう♡」と性的快感を露わにしている）他、常日頃からチカン・ナンパ対策用バリアを張っている。能力の特性上、女性には効果がない。絶対領域は半径30m。
過剰使用の反動と思われる描写があるが詳細不明。
全指向性テンプテーション
広範囲・大人数（または至近距離・大人数）に発動するテンプテーションの応用版。
テンプテーション全開発動（テンプテーションフルスロットル）
至近距離で瞬間的に発動するテンプテーションの応用版。
石丸 巌（いしまる いわお）
元エスパー9の1人。16歳の高校1年生。身長189cm、体重81kg、血液型O。
『一〇九同盟』の一員として7年前の淀君の計画に関係した人物。
淀君から夕闇殺害の協力を求められ拒否するも、彼女の「テンプテーション」能力で無理矢理服従させられ、対夕闇に適した「暴力」として利用される。ハイザキと共に夕闇を襲撃するも、力及ばず敗れる。
その後、重傷を負った身であるにもかかわらず病院から抜け出し、ハイザキに詰め寄る。彼をはじめ自分をコケにした淀君・夕闇らを皆殺しにすることを宣言するが、直後に現れたアンチ(灰崎)に殺害された。
一騎当千（能力の名付け親は淀君）
筋力を増強し、一時的に身体能力を飛躍させる能力（番組放送時は「鉄腕ボーイ」として出演しており、素手で硬い岩を割るなどの芸当を披露していた）。この能力を使って、一時は淀君の差し向けた隷下達を一網打尽にしてみせた。
灰崎 守（はいざき まもる）／ハイザキ／アンチ
元エスパー9の1人。16歳の高校2年生。身長178cm、体重63kg、血液型A。
幼少期に自分の能力（五感ハック）が原因で家庭が崩壊し、さらに父親を死に追いやったことで心を閉ざしていたが、番組プロデューサー・暮井と出会い、「能力者は“怪物”じゃない」と自分の存在を認めてくれた彼を慕うようになった。この出会いは番組「エスパー少年」の立ち上げのきっかけともなり、その後も暮井の期待に応えるため従順に出演をこなしていたが、やがてこの番組が自分ではなく暮井の娘・夕闇に向けて作られた番組なのだと気付き、激しい嫉妬と憎悪から夕闇に殺意を抱くようになる。その後淀君の誘いに乗り『一〇九同盟』に参加するが、彼女の与り知らぬ所で事故の規模を大きくするよう工作し、また暮井の眼前で夕闇が死ぬように「夕闇が会いたがっていた」と偽って彼を当日現場へ現れるよう仕向けていた（だが結果として、夕闇ではなく、慕っていたはずの暮井を殺してしまうこととなる）。番組打ち切り後は失意の中で暮らしていたが、円子のサイトを偶然発見し、好き勝手に能力を振るう“怪物”と化した元エスパー9達の現状を知る。かつて暮井の掲げた理想を汚す彼等を否定するため、「アンチ」として活動を開始した。ハイザキ、アンチについては下記を参照。
ハイザキ
『一〇九同盟』の一員として7年前の淀君の計画に関係した人物であり、「エスパー少年」収録中の死亡事故を引き起こした真の黒幕である。淀君の命により石丸と共に夕闇を襲撃するが、石丸とは異なり自分の意志で彼女に従っており、彼女のことを「姫」と呼んでいる。常にサングラスをかけており、軽薄な口調で話す。なお「ハイザキ」は通称のようなものである（また、灰崎曰く「ハイザキはそういうキャラ設定の人物」である。この発言から黒須は「ハイザキ」という名前は偽名だと思っていた）。
アンチ
元エスパー9のメンバー達を「怪物」と呼び、次々と否定（殺害）しようとした謎の人物。常に髑髏の様なマスクを被って現れ、機械を通したような声で喋る。凶悪な殺人犯だが、一方でその行動パターンには不可解な点も多い（「夕闇が現れても否定しようとせず、その場から撤退する」など）。
その正体は元エスパー9の一人、灰崎（ハイザキ）。
夕闇のブリッツやなびきの獣王、淀君のテンプテーションを受けてもこれを直ちに無効化していた（その際「否ッ」と呟いている）。『テンプテーションの支配から脱した石丸に詰め寄られるも、その現場をアンチに襲撃され消息不明となる』と見せかけ、円子に「死神」のイメージを見せ「自分も能力者として覚醒した」という幻想を抱かせて裏で操っていた。
凶行を繰り返す傍ら、五感ハックを用いて事件の渦中に身を置く黒須に常時五感をリンクさせ（時と場合によって他のメンバーにも五感をリンクさせていたが、基本黒須を中心にリンクしていた）、彼や夕闇達の行動・推理を事前に察知することでその裏を掻き続けていた。が、やがて黒須にそれを看破され、行動パターンを逆手に取って正体を暴かれる。
GINGAスタジオ内に数々のトラップを仕掛け五感ハックとの併用で黒須を殺そうとするが、自分の心の奥底に残っていた良心を彼に利用され、失敗。直後、そのトラップが引き起こした建物の崩落で自らも負傷、直接に起こった火災に巻き込まれ命を落とす。
しかし最期の瞬間、自分と同じ能力を有し、かつ自分以上の智謀の才覚をも兼ね備えた黒須が「第2のアンチ」になる可能性を告げる。
ファイアワークス
発火能力によって何もない空間へ炎を生じさせる能力（番組放送時は「炎の魔術師」と呼ばれていた）。石丸とのコンビネーション攻撃により夕闇を追い詰めるも、実際は五感ハックにより“炎が燃えているという幻覚を見せている”に過ぎず、炎に触れても物理的被害はなく、夕闇にそれを見破られて敗北（なお番組出演当時は、TVの前の視聴者に幻覚を見せることなどできないため、円子同様仕掛けやCGが使われていた模様）。
五感リンク
他人と五感を共有する能力。灰崎は両親の全てを知り、知って、より愛されようとし、「父親はクビになり無職になった」「母親は浮気していた」ことを知った。
五感ハック
相手の五感を支配し、惑わせ、狂わせる能力。父親に“怪物”と呼ばれ、「正しいのは僕だけ。それなのに僕が怪物に見えるなんて そんな…そんな…そんな目なら、見えなくなっちゃえばいいんだよ!!」と想った瞬間に覚醒、父親は視界を支配され、転落死した（世間では「投身自殺」とされた）。また、「ファイアワークス」という能力そのもの、円子が死の直前に見た死神もこれにより相手の潜在意識に干渉し見せていた幻覚である。また、機械を通したような声も五感ハックで聴覚に干渉した結果によるもの（更に黒須には立神、淀君、石丸、円子、ハイザキ、一色の幻覚を見せ、混乱させた）。
過剰使用の反動は詳細不明だが、長期に渡り五感リンク、五感ハックを乱用し続けた代償として肉体に凄まじい負担が蓄積されており、黒須と対峙した時点で余命幾許もない状態になっていた。
黒須の五感リンク、五感ハックについては黒須 繫介を参照。
音羽 響市（おとわ きょういち）
元エスパー9の1人。17歳の高校3年生。身長175cm、体重65kg、血液型B。
『一〇九同盟』の一員として7年前の淀君の計画に参加していた。物語開始時点で既にアンチによって殺害されており、回想シーンにのみ登場する。
殺害された当日に夕闇と面会していたことが判明しており、そのため夕闇は警察から容疑を掛けられ、また黒須からも当初アンチの候補者として内心疑念を持たれていた。
憂さ晴らしをして自分の領土を荒らしていた夕闇と対峙していたが、途中でアンチに連れ去られ、殺害される。
スクリーム
音波を自在に操り、人間の三半規管を破壊する能力（番組放送時は「ボイスクラッシャー」として出演し、声でグラスを割るなどの芸当を披露していた）。番組終了後はその能力を悪用し、健全ではない連中を統べる集団のリーダー格を務めていた。音羽曰く、「（スクリームを受けると、）三半規管はズタズタ、真っすぐ立つのもツラい」とのこと。
一色 陽（いっしき はる）
元エスパー9の1人。身長165cm、体重48kg、血液型B。
警察の監視リストには最重要・最要注意人物として記載されている。なびきとは異能者達の保護管理施設（ガーデン）からの昔馴染み。現在もその施設の一員として籍を置いており、アンチを巡る一連の事件への対処のためにそこから派遣されたことが後に判明する。
容姿や言葉遣いから男性に見られがちだが、実際は女性。なびきによると、異能力者として優秀過ぎるが故に身体の成長バランスが歪んでいるため中性的に見えるのだという。その影響もあってか、心のバランスも崩れている非常識の塊のような人物。初登場時にはなびきを拘束しようとしていた刑事達を車輌もろとも吹き飛ばし、黒須達との接触の際も（施設から彼等の保護を命じられていたにも関わらず）興味本位で彼等との戦闘を始めるという、かなりの戦闘狂である。また、空白（ブランク）編ではせつなから「ブランクの偵察」の指令を受けた（さらにせつなから『ブランクの所在を摑んでも「絶対に手を出すな」』と念を押された）にもかかわらず、兜と戦うが“眠気”が近かったので離脱した。
一方で鋭い洞察力も持ち合わせており、黒須の能力五感リンクの本質をわずかな間に見抜いてみせた。
円子の死後、それまでに起こった出来事を総合した結果「アンチ＝黒須」という結論に達し、黒須を施設に軟禁しようとする。だが、実はそれは嘘で、本物のアンチをおびき出すための罠だった。
また空白（ブランク）編では、オーディションでまつりの暴走を目の当たりにし、まつりに憧れ、その影響で現在の自由奔放な性格になったことが明かされた。
まつりとの最終決戦では夏央と共にメイド特戦部隊と戦う。
ZOC（ゾック）（＝Zone Of Control, ゾーンオブコントロール）
念動力による支配領域を展開する能力（番組放送時は「念動力者」として出演していた）。その効果は領域内のあらゆる物体や人間、銃弾までをも目配せ一つで自在に操ることができるという非常に強力なもの。また本人の身体能力もかなりのもので、夕闇に勝るとも劣らない作中屈指の戦闘能力を誇る。能力を過剰使用すると眠りに落ち、ひどい場合は一週間は目覚めない。 
円子 悟（まるこ さとる）
元エスパー9の1人。マッシュルームカットが特徴。身長167cm、体重65kg、血液型O。
「エスパー少年まとめサイト」の管理人で、警察から最終的にアンチの正体であると断定された人物。本人もそれを認めており、「『死神』の能力で異能者を粛清するまで警察に捕まるわけにはいかない」と発言しているが、実際はアンチではなかった。
番組出演時は「サイコメトラー」と紹介されていたが、本当は何の能力も持たない一般人であり、父親がテレビ局の重役だったためそのコネで番組の「仕込み」として出演していただけであった。後に能力者でないことが音羽と石丸にばれ、陰でイジメも受けていた模様（淀君は「私は関与していない」と主張していた）。
当時の恨みや嫉妬から、エスパー9のメンバーの現況を調べ上げ、サイトで彼等への誹謗中傷・殺害予告の書き込みをしていたが、やがてサイトでの殺害予告の通りに音羽が死に、石丸やハイザキも書き込みと同様の結果になったことから、自分がサイトへの書き込みで相手を呪い殺せる「死神」の能力者として目覚めたものと思い込んでいた（実際には、アンチが殺害予告通りに音羽達を否定していたに過ぎない）。
黒須達に追いつめられ黒須に発砲するも回避され、黒須と夕闇の前に敗れ、警察に逮捕されたが、アンチに用済みと判断され、ビルの屋上から転落死する（このとき円子には黒須達の言葉は届いていないばかりか、淀君が「テンプテーション」で阻止しようとしたが失敗に終わる）。

### ガーデン
日本政府の管轄下にある能力者統括組織。
現在は「空白（ブランク）」への対処に追われている。
せつな
ガーデン関東第二支部の責任者。関係者からは「園長」と呼ばれている。18歳。身長169cm、体重50kg、血液型不明。
アンチ事件終焉後、突如黒須の前に姿を表し、夕闇を尻目に彼をガーデンに連れ去る。その後、黒須を奪還しに来た夕闇・淀君と交戦するも、彼の制止により和解。情報秘匿の必要は無いと判断し、彼等に真相を打ち明けた。
黒須達と同年代の少女でありながら、かつて「エスパー少年」オーディションの審査員長を務め、エスパー9を選出した張本人。その後の番組演出方針などにも深く関与しており、黒須や夕闇達とも当時幾度となく顔を合わせていたが、番組打ち切り後は秘匿義務の観点から、彼等にはせつなに関する記憶についての封印が施されていた。
現在は関東第二支部の運営を務める一方、暗躍する「空白（ブランク）」への対応を急務としており、そのために相手の能力を打ち消す効果を持つ五感リンクを有した黒須の存在を欲していた。だが夕闇達と和解後は考えを改め、黒須だけでなく彼等全員の絆が生む力を信じ、協力を仰ぐようになる。
7年前の番組中の死亡事故の際は別件でスタジオを離れており、またその後のアンチ事件の折もブランクへの対処を優先させていたため、有効な手立てを打てずにいた。このことついては彼女自身、少なからず負い目と、そして因縁に関われなかった歯痒さを感じているらしく、作中でもそれを夕闇に吐露している。
なお、一色陽は彼女の直属の部下だがその奔放さには手を焼いている。
夕闇に勝るとも劣らぬナイスバディの持ち主。非常に生真面目で実直、そして責任感の強い性格だが、反面不器用で融通が利かない一面も。また、俗世間に交わらずに生きてきたためか価値観や発想が一般人とはかなりズレており、時折激しい天然ボケを見せる。当初黒須を強引に連れ去ったのも、大真面目にデータを分析した結果、彼が「胸が大きい年上のお姉さんにグイグイ引っ張られたら『ノー』と言えない嗜好の持ち主」だからそれが一番効果的だ、と本気で思い込んでいたためである。また、ひどい音痴でもある（夕闇曰く「苦行だった」、淀君曰く「脳が汚染される」、黒須曰く「殺人的な歌唱力」、さらにコップも割れた）。
「エスパー少年」打ち切り直後、黒須と関わって思うところがあり、自分の家系を調べ、黒須が養子に出されていたこと、黒須が自身の弟だったことを知る。そして当時の園長だったみことを問い詰めるも、能美に記憶を封印された。記憶を取り戻した後は、黒須をめぐって夕闇と口論するようになる。
空間アクセス
いわゆるテレポーテーション能力であり、自分自身および自分の触れた物体を離れた空間座標に瞬時に移動させる能力。一度に転移可能な範囲は最大500m（黒須を施設に連れ去った際のせつなのセリフから黒須・夕闇の通う学校から施設まで5km以上離れている計算になる）。戦闘の際はこれを応用して、全方位から予測不能の攻撃を繰り出すことが可能。せつな自身の高度な身体能力とも相まって、一度は夕闇を圧倒してみせた。過剰使用すると、激しく身体が衰弱し大量の栄養補給が必要となる（黒須に料理を作ってもらう前は栄養剤で済ませていた）。
松乃（まつの）
ガーデン関東第二支部に勤めるメイド。園長のせつなや、施設内の能力者の子ども達の世話を焼いている。
非常に大柄で恰幅のいい体型の持ち主。性格も豪快で、非常にパワフル。せつなとの戦闘で衣服を汚した夕闇をもてなすべく、有無を言わさず風呂に連れ去ってみせた。ガーデン第二支部には彼女を含めて5人のメイドが勤めている。
能力者の子ども達
施設で暮らす三人組の子ども達。三人とも能力者で、その内の一人ミクは能力で食器を動かした。
ミクの能力（能力名不明）
描写からして一色のZOCと同系統の能力と思われる。
みこと
ガーデン第二支部先代園長で、黒須・せつなの母親であり、まつりの姉でもある。
生まれたときからガーデン第二支部次期園長の後継者争いを定められ、互いに競い合う人生を強いられた（それでも幼い頃は姉妹の仲は良かった）。17歳で園長となり、せつなと黒須が自分たちのように争うことがないように周囲の反対を押し切り、黒須を養子に出した。
せつなに園長の座を譲った後、「エスパー少年」オーディション後施設に幽閉されたまつりの矯正を試みるもまつりは脱走する。黒須・せつなの前に現れたときには、能力もまともに発動できないほどに疲れ切っていた（それでも目覚めた直後のせつなと戦っており、戦闘力はかなり高いことがうかがえる）。なお、第45話で一度だけ能力を発動するが、能力名及び能力の詳細は一切不明。

### 空白（ブランク）
かつて「エスパー少年」のオーディションにおいて、その能力があまりにも強大かつ危険過ぎ、また性格・思想などの面にも問題が有るとして不採用となった能力者達の総称。
ある時期から一斉に活動を開始し、自らの能力を誇示するかのように様々な怪事件・凶悪犯罪を実行、あるいは扇動するなどして暗躍を続けている。ガーデン側は彼等について「現段階では各々が勝手気ままに暴れているだけで統制は取れていない」という見解を示しているが、実際は彼等がWeb上のチャットのようなもので密に連絡を取り合っている様子が見て取れる。
能美 景綱（のうみ かげつな）
空白（ブランク）の一人で元ガーデン関東第二支部園長候補。彼等同士のチャット上では「N」というハンドルネームを用いている。左の額に幾何学模様がある。20歳。身長182cm、体重68kg。血液型A型。
ガーデンの中では能力者はもっと社会に力を示すべきという選民思想を持つ異端者だったため出世が阻まれ、1年前自分ではなくせつなが園長に選ばれたことを不服に思いガーデンを脱退した（この思想が「炎上計画」に繋がった）。「炎上計画」の全貌を語った直後、まつりにラブ＆ピースで吹っ飛ばされた。
脳内侵蝕（サイコ・クラッキング）
人の記憶を統べる脳内。相手の記憶を封印し、能力者に対してはその能力の使い方を思い出せないようにすることで能力を封印することができる。1年前、ガーデンを脱退する際に空白たちの記憶をせつな達から奪い、さらに空白たちに送ったビデオメールでかつて封じていたエスパー少年放送当時の記憶と能力の使い方をよみがえらせる（さらに、せつなの「ガーデンに反逆したときの記憶」も封印していた）。また、能美自身が記憶をよみがえらせなくとも、封印された記憶は自然によみがえる。
兜 篤志（かぶと あつし）
空白（ブランク）の一人。彼等同士のチャット上のハンドルネームは「ironman」。巨大なトサカのように逆立った前髪が特徴。16歳。身長184cm、体重76kg。血液型B型。
エスパー9のメンバー達を“鑑賞用（の能力者）”と蔑み、自分の能力の方が優れていることを証明するため、亡きアンチの後を継いで彼等を抹殺するべく行動を開始した（これは彼個人の意志によるものである）。
ブランクの調査に当たっていた陽をガチンコによって撃退しており、その戦闘能力は非常に高い。
エスパー9出演者に比べ、自分が女性にモテないことを非常に気にしている。実は夕闇のファンであり、繋介に対して一方的に強い恨みをいだいている。繋介に敗北して以降は噛ませ犬的な小物臭のするキャラとして不遇な扱いを受けている。
キララが仕掛けた全面戦争に参加、黒須との再戦を希望するが、せつなと対決。経験の差から劣勢を強いられるが、ガチンコ・フルボディーモードを発動、形勢逆転するもせつなにより劇場上空に転移させられ落下、敗北する。直後に安生の攻撃で負傷する。
ガチンコ
物質を硬化させる能力。自身の肉体（腕のみなど体の一部分）・自身が触れた物質（液体も硬化可能）をダイヤモンド並の硬度にして攻撃・防御に用いることができる他、触れた相手の身体を硬化させて動きを封じることも可能。
ガチンコ・フルボディーモード
上半身全体を硬化させるガチンコの過剰使用状態。過剰使用の反動は詳細不明。
結城 夏央（ゆうき なつお）
空白（ブランク）の一人。彼等同士のチャット上のハンドルネームは「yuki720」。猫耳のついたパーカーを着ている。15歳。身長150cm、体重42kg。血液型O型。
父親の教えの影響から「弱いことは罪」という考え方を持っている。
繋介に敗北した兜の救出に現れる。その後、轢死した猫を拾ったところをなびき達と知り合う。
その後キララが仕掛けた全面戦争に参加、黒須・夕闇と対決するも敗北、「弱さは強くなるための糧」「弱さを受け入れ、弱さを許せる強い人間になりたい」と考えを改めた。
まつりとの最終決戦では一色と共に、メイド特戦部隊に挑んだ（一色曰く「中ボス退治」）。
タッチザワールド
重力を操作する能力（引力を操作することも可能）。″フリック″で手を触れずに物体を浮遊させる。そして、″ピンチアウト″で急速に移動させるなどができる。車の重量程度なら持ち上げられ、影響を及ぼす範囲も広い。
星月 キララ（ほしづき ‐）
空白（ブランク）の一人。彼等同士のチャット上のハンドルネームは「kirara」。今時のJKでネットアイドルとして活動している。17歳。身長159cm、体重51kg。血液型AB型。
イケメンが好きで能美に一目ぼれした。特に兜に対しては非常に辛辣な態度をとる（夏央からは「テラビッチ」、兜からは「尻軽女」「歌うビッチ女」呼ばわりされた）。ネットアイドルになる以前は地味な外見をしていた。
劇場を貸し切り、エスパー9に全面戦争を仕掛け高みの見物を決め込んでいたが、兜、夏央がエスパー9に敗れると、安生を含む3人を役立たずと責め、神曲でエスパー9、兜、夏央を同士討ちさせようとするが、安生の攻撃で重傷を負う。
神曲
歌による精神感応系能力。淀君のテンプテーションと同系統の能力だが、「対象は男女を問わない」、「ネット経由でも効果を持つ」、「神曲の影響を受けた者は欲望・破壊衝動が表面化する」、「隷下をいくらでも増やせる」など対象の性別・人数及び有効範囲でテンプテーションを遥かに上回る。
またこの能力故に、かつて「悪魔の歌声を持つ子ども」と呼ばれ、声を出すことさえも禁じられ、心を閉ざし人と接することもなくなり孤独になった過去を持つ。
安生 充（あんじょう みつる）
空白（ブランク）の一人。彼等同士のチャット上のハンドルネームは「zombie」。パーマのかかった髪質でナイフを所持している。21歳。身長190cm、体重61kg。血液型A型。
能美とはチャットが始まる前から知り合いだった様子で友人と話している。能力発動用に常にナイフを所持している。
キララが仕掛けた全面戦争では逃げたと思われたが、エスパー9に敗れた兜、キララ、夏央を始末するため隠れており、キララの胸、兜の右脚を攻撃、キララに重傷を負わせる。続けて夏央も始末しようとするが、失言を利用され黒須のハッタリでペインキラーを封じられ、拘束される。
ペインキラー
自分が負ったダメージを対象に移す能力（安生曰く「わかりやすく言うと『痛いの痛いの飛んでけ～』」）。
自傷することで、そのダメージは丸ごと対象に移り、安生自身は全くの無傷となる。
まつり
空白（ブランク）最後の一人で作中最凶の能力者。能美以外は存在さえ知られていなかった。ハルの性格や笑い方は彼女をまねたものである。年齢不明。身長146cm、体重40kg。血液型不明。
みことを「みこ姉」、黒須・せつなをちゃん付けで呼び捨てしている。
ありあまる能力の強さ故に細胞が変質、外見が幼いままである（一色も同じ理由で中性的な身体になっている。また、自らを「ロリBBA（ロリババア）」と称している）。
みことの妹、せつな・黒須の叔母にあたる存在であり、幼い頃は仲が良かったが、周囲の派閥のプレッシャーや軋轢故に次第に疎遠となり、“魔女”として恐れられる存在になっていった。
「エスパー少年」に出演させ更生を促そうという試みがなされたが、結果としてオーディションで暴走、人里離れた施設に幽閉された。だが、能美を配下とし、メイド特戦部隊も取り込み施設を脱走する。
最終決戦後は能美と共に謹慎中で、みこととの関係も改善された模様。
ラブ＆ピース
物質分解＆再構成能力。物質を瞬時に分解・粒子化させ、意のままに再構成する（=作り変える、変形させる）ことができる（黒須曰く「“魔法”レベルの能力」）。また、かつては分解までしかできなかったとのこと。
作中では「コンクリート製の床を腕に変形させる」などのことに用いた。また、再構成した物質を身に纏い防御に転じることも可能。
メイド特戦部隊
幼い頃からまつりに仕えてきたメイド達。一色曰く「非能力者だけど、その戦闘力は能力者以上」と言われる（「非能力者とはいえ戦いのプロ」と自称している）。
最終決戦では一色＆夏央と戦う。

### その他
暮井 士郎（くらい しろう）
人気番組だった「エスパー少年」を立ち上げた番組プロデューサー。名字は違うが夕闇の父親である。
12年前、多忙な自分に構って欲しい一心でブリッツを使った夕闇のことを「怪物」と呼んで恐れ、家族を捨てて家を出た。その5年後、夕闇に「エスパー少年」への出演をオファーする。
彼女は「プロデューサーが私の前に姿を見せないこと」を条件に出演していたが、10月9日の生放送時に、それを破って彼女の前に現れる。家を出た後の数年間で異能への知識や理解を深めたことを説き、「エスパー少年」は世間に異能の存在を浸透させるため、夕闇のために作ったと告白する。
だがその直後、崩落してきた照明機材から夕闇を守るため、彼女を突き飛ばして自ら下敷きになり命を落とす。この死亡事故が原因で、番組は打ち切りになってしまった。
更に第6巻ではせつなから当時のガーデン幹部達に「エスパー少年」の実現を懇願し続け、結果実現に至ったことが明かされた。
夕闇の母親
現在の夕闇の唯一の肉親。過労で3年前から心臓病を患って入院しており、彼女の身体にペースメーカーが埋め込まれていること、ブリッツの制御が完全ではないこともあって、病院へは一度もお見舞いに行っていない。また彼女曰く「（ブリッツは）誰かを守るために授かった力」「お父さん（暮井）もそう言っていた」。夕闇を「ヤミちゃん」と呼ぶ。
五代（ごだい）
音羽殺害事件を担当している刑事。トサカ頭が特徴。その強引な捜査手法から「“狂犬”五代」と呼ばれ、部下から恐れられている。
夕闇の自宅を如月と共に訪れ、事件当日に音羽と面会していたことを示す監視カメラの画像を見せるが、白を切られる。その後石丸殺害事件を機に、夕闇をはじめとした元エスパー9の確保に強引な手を使って動き出す（淀君・一色に阻止される）。
元々異能者の存在を快く思っていなかったが、後に部下の如月が陽と遭遇した結果死亡したと思い込み、暴走。彼等を「怪物」と呼び、この世から葬ろうと考える。その後第15話での発言から能力者への認識を改め、自身の強引なやり方を反省した模様。円子を逮捕するもアンチに始末されるかたちで円子は転落死してしまう。
空白（ブランク）編では謹慎中の身となっている。
如月（きさらぎ）
警察の人間で五代の部下。女性。
石丸殺害後、五代の命令でなびきの身柄を拘束しようとしたところ、最要注意人物であった陽と遭遇。思わず彼女に銃を向けて発砲してしまうも全く効かず、逆に銃弾を飛ばし返される。この一件により死亡したと思われていたが、実際は居合わせたなびきによって間一髪阻止されていた。
その後、一般人に発砲してしまったことを悔い、責任を取って辞表を提出。以降は黒須達に協力し、法律で裁くことのできない超能力者による犯行を彼等自身の手で決着させようとする。
なお、辞表はその後、五代が握り潰していたため、復職することができた。
仁木（にき）
警察の人間で如月の上司。能力者の存在を信じておらず、「厨二病」と言い切り、如月の忠告も無視する。キララによる騒動に対して「早急に鎮圧」「数で圧倒」など、五代以上に強引である。無線で応援を要請するも淀君に阻止される。
サトウ
『週刊少年サンデー』本誌への出張読切『EXTRA EPISODE（前編・後編）』に登場。悪質ないたずらを行い、それを録画した映像をネットにアップしていた男。
黒須の五感リンクで犯行が露見し、ナイフを振りかざして逃走するも、夕闇のブリッツを受けて失神。あえなく警察に逮捕された。
キョーコ
黒須の通う高校の自称・裏オンナ番長（だが校内での知名度はそれほどでもないらしく、黒須も存在を知らなかった）。
スリット入りロングスカートのセーラー服に白ハチマキといった非常に分かりやすい外見をしており、“悪辣非道JK”マミマミ、“強すぎる柔道家”増上漫太郎、“暗黒スラッガー”花山田らと共に「四天王」を名乗っている。
夕闇の転校初日に全員でケンカを吹っ掛けに来るが、案の定一撃で返り討ちにされた。

## 用語
エスパー少年
本編の7年前に放送されていたテレビ番組。毎回高視聴率をマークしたが10月9日の生放送スペシャル中に放送事故が発生、プロデューサーが死亡。これにより番組打ち切りとなった。
元々は暮井 士郎の「能力者は怪物じゃない…怪物になんて、なってはならない」という考えを世の中に広めたいという想いから始動した、夕闇のために作った番組である。
第9巻ではみことから“まつりを更正させる”というもう一つのテーマもあり、エスパー9と共演させ更正を促すことにしたがオーディションでの暴走で失敗したことが明かされた。
エスパー9(-ナイン)
エスパー少年始動に際して全国から集められた幼い能力者達から選出された9人の少年少女に付けられた名称。第6巻で黒須が見た夢ではせつなが審査を担当していたことが明らかになる。
ガーデン
能力者統括組織。関東に3か所、東北、東海、近畿、九州に1か所ずつの国内計7か所に支部を持つ。構成員にも数多くの能力者がいる模様だが、詳しいことは不明。
異能の力を宿した人間の調査・監視・管理を目的としており、その活動内容も異能力を持った子供の保護、若い能力者の指南、能力者による犯罪・事故への対処、犯人の捕縛・制裁など多岐にわたる。7年前の「エスパー少年」にも総合監修として参加しており、番組のオーディションを全国の幼い能力者達の発掘・調査の場としても利用していた。
炎上計画
能美の思想から生まれた計画。まつりを主役に能力者という存在をネットを含むあらゆるメディアを通じて世界中に知らしめることを目的としている。
過剰使用(オーバーユース)
能力を限界を超えて発動した状態。通常より更に強力に、更に広範囲に能力を行使出来るが、その分反動も大きく、一瞬または短時間の行使でも肉体に凄まじい負荷がかかり、最悪命に関わることもある。

## 単行本
- 田口ケンジ 『DCD Diamond Cut Diamond』 小学館〈少年サンデーコミックス〉、全9巻
  1. 2010年5月23日発行、ISBN 9784091223197
  2. 2010年9月22日発行、ISBN 9784091225405
  3. 2011年2月23日発行、ISBN 9784091227911
  4. 2011年6月22日発行、ISBN 9784091231406
  5. 2011年11月23日発行、ISBN 9784091233677
  6. 2012年5月23日発行、ISBN 9784091236678
  7. 2012年11月21日発行、ISBN 9784091240163
  8. 2013年5月22日発行、ISBN 9784091243058
  9. 2013年12月23日発行、ISBN 9784091245199

## スピンオフ作品
2011年12月から翌年8月まで、本編のスピンオフ4コマ漫画『でぃしぃでぃ』の連載が同じく『クラブサンデー』にて行われた。全68話。
こちらは基本的に（本編公開日以外の）毎週火・金曜日というハイペースで配信された。
内容は既刊の単行本の巻末4コマ漫画同様、本編のキャラクター達を用いた純粋なギャグ調のものとなっているが、今のところ単行本に収録される予定は無いという。
ここでは、主に元エスパー9メンバーの本編では見られないコミカルな一面が描かれる。